# کولاک‌زدایی
کولاک زدایی (روسی: раскулачивание، raskulachivanie ; اوکراینی: розкуркулення، rozkurkulennia) کارزار سرکوب‌های سیاسی شوروی، از جمله دستگیری، تبعید و اعدام میلیون‌ها کولاک (دهقانان مرفه) و خانواده‌های آنها در دوره برنامه ۵ ساله اول ۱۹۲۹ تا ۱۹۳۲ بود. دولت شوروی برای تسهیل مصادره زمین‌های کشاورزی، کولاک‌ها را دشمن طبقاتی اتحاد جماهیر شوروی سوسیالیستی معرفی کرد.
بیش از ۱٫۸ میلیون دهقان در سالهای ۱۹۳۰–۱۹۳۱ تبعید شدند. هدف از این کارزار مبارزه با ضدانقلاب و ایجاد سوسیالیسم در روستاها بود. این سیاست که همزمان با تجمیع اراضی زراعی در اتحاد جماهیر شوروی انجام شد، در عمل تمام کشاورزی و همه کارگران در روسیه شوروی را تحت کنترل دولت درآورد.
گرسنگی، بیماری و اعدامهای جمعی در طی کولاک زدایی منجر به دست کم ۵۳۰٬۰۰۰ تا ۶۰۰٬۰۰۰ مرگ از سال ۱۹۲۹ تا ۱۹۳۳ شد گرچه تخمین‌های بالاتری نیز وجود دارد، رابرت کانکوئست، متخصص دوران شوروی، در سال ۱۹۸۶ تخمین زد که ممکن است ۵ میلیون نفر فوت کرده باشند.

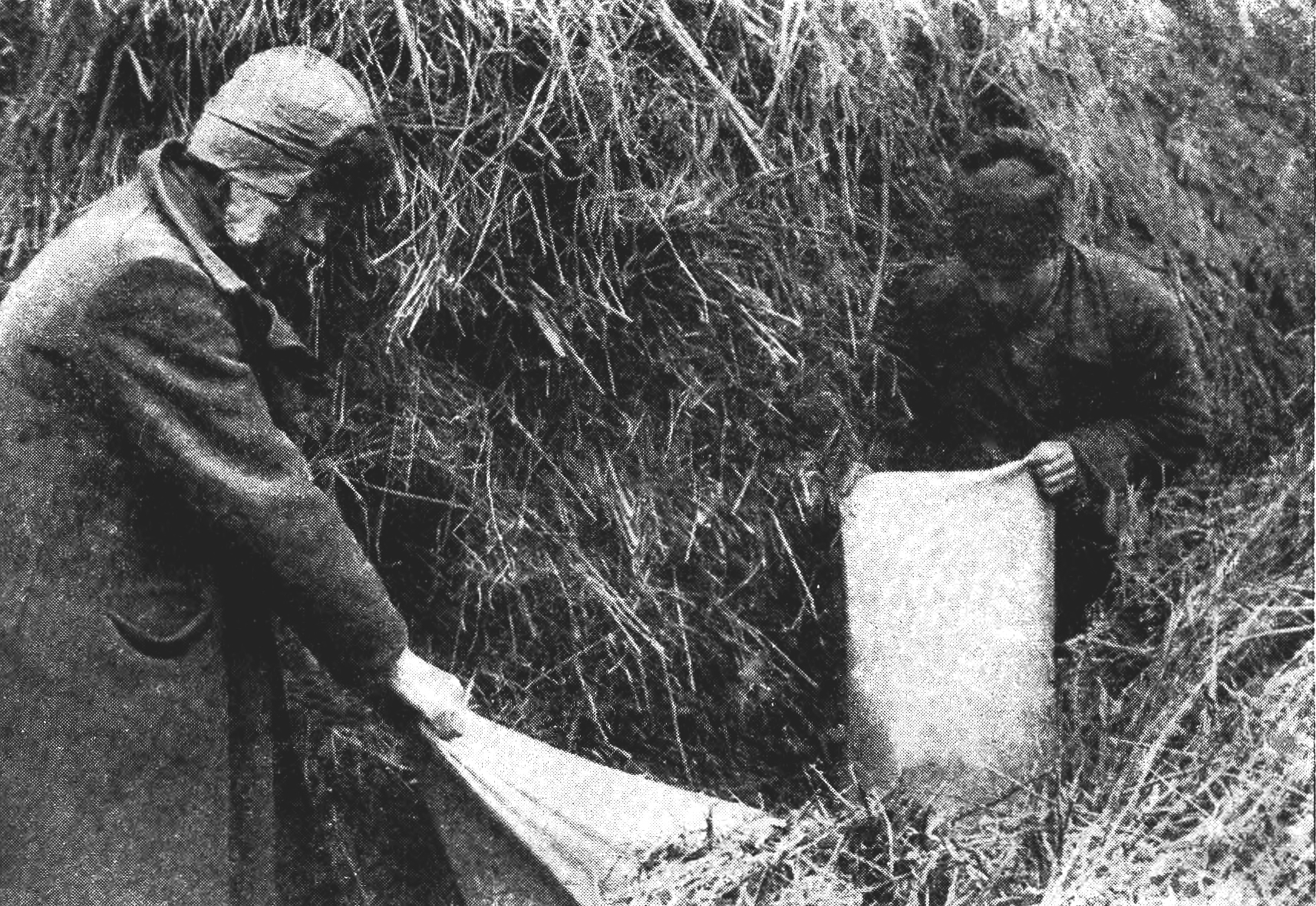
ضبط غلات از دهقانان ثروتمند (کولاک) در طی تجمیع اجباری در منطقه تیماشایوسکی، کوبان اتحاد شوروی. ۱۹۳۳

## استناد
1. ↑  Jacques Semelin, Stanley (INT) Hoffman. Purify and Destroy: The Political Uses of Massacre and Genocide. New York, New York, USA: Columbia University Press, 2007. p. 37.
2. ↑  Hildermeier, Die Sowjetunion, p. 38 f.
3. ↑  Robert Conquest (1986) The Harvest of Sorrow: Soviet Collectivization and the Terror-Famine. Oxford University Press. شابک ‎۰−۱۹−۵۰۵۱۸۰−۷.
4. ↑  Robert Conquest (1986) The Harvest of Sorrow: Soviet Collectivization and the Terror-Famine. Oxford University Press. شابک ‎۰−۱۹−۵۰۵۱۸۰−۷.
5. ↑  Hildermeier, Die Sowjetunion, p. 38 f.
6. ↑  Robert Conquest (1986) The Harvest of Sorrow: Soviet Collectivization and the Terror-Famine. Oxford University Press. شابک ‎۰−۱۹−۵۰۵۱۸۰−۷.